# Samarytanka (czasopismo)
Samarytanka – chrześcijańskie czasopismo dla kobiet wydawane przez Chrześcijańską Misję Kobiet – oficjalną agendę Kościoła Zielonoświątkowego w RP. Redaktorem naczelnym była diakonisa Tatiana Ilczuk-Hydzik. W 2014 roku ukazywało się w nakładzie 2400 egzemplarzy.

## Historia
Czasopismo ukazywało się jako kwartalnik od 1989. Jego wydawcą była Służba Kobiet Kościoła Zielonoświątkowego (Chrześcijańska Misja Kobiet), wydająca również od 1991 gazetę misyjną pt. Punkt Zwrotny. Redaktorką naczelną obu czasopism była Tatiana Ilczuk-Hydzik. W 1991 nakład wynosił 6 tys. egzemplarzy. W takim samym nakładzie Samarytanka ukazywała się również w 1998. Zgodę na publikację wybranych artykułów i świadectw z Samarytanki, posiadało Radio Pielgrzym.

## Tematyka
Czasopismo zachęcało do budowania wiary i relacji z Bogiem, rozwiązywania problemów życiowych w oparciu o rady z Biblii; zawierało porady małżeńskie oraz na temat wychowywania dzieci. Tematyka artykułów była różnorodna – począwszy od znaczenia seksu w małżeństwie, poprzez problemy związane z macierzyństwem, skończywszy na radach dotyczących prowadzenia domu. Wszystkie poruszane aspekty były prezentowane z punktu widzenia Pisma Świętego i konfrontowane z jego treścią.
Pismo polecało czytanie Pisma Świętego i propagowało „biblijne poglądy na sprawy seksu w małżeństwie, ideę macierzyństwa i inne kłopoty życiowe".